# Aigialeus (Sohn des Inachos)
Aigialeus (altgriechisch Αἰγιαλεύς Aigialeús) ist in der griechischen Mythologie der Sohn des Flussgottes Inachos und der Okeanide Melia und Bruder des Phoroneus. Nach einem Scholion ist er der Sohn des Phoroneus und der Peitho.
Nach ihm wurde das spätere Achaia Aigialos genannt. Er gründete die Stadt Aigialeia, das spätere Sikyon, und herrschte als erster König über das Land. Pausanias nennt als Sohn und Nachfolger Europs, nach der Bibliotheke des Apollodor blieb er kinderlos und Phoroneus wurde Herrscher. 